# Marc Van Poucke
Marc Van Poucke (Gent, 18 februari 1947) is een gewezen Vlaams radio- en televisiepresentator. 
Van Poucke werkte van 1969 tot 1999 voor de Vlaamse openbare radio. Zeer gewaardeerd was zijn 'gezellig' zondagochtendprogramma "Kramiek" op de toenmalige BRT2: hierin had hij een diepgaand en geanimeerd gesprek met bekende persoonlijkheden van de Lage Landen; diezelfde zondagochtend nog kreeg de bekende figuur in kwestie een versgebakken kramiek-brood aan huis besteld. Van 1975 tot 1996 werkte hij ook voor de Vlaamse openbare televisie. In 1975 presenteerde hij het Spel zonder grenzen en het spelprogramma waar hij tot 1981 het gezicht van zou blijven vormen: Micro Macro. Tijdens de jaren 80 was Van Poucke ook regelmatig gastpanellid in De taalstrijd. Van 1992 tot 1996 presenteerde hij ook "Doe het zelf".
In de week van 18 februari 2019 verscheen hij als hoofdgast in het programma Aan het Juiste Adres.

## Persoonlijk
Van Poucke is gehuwd. 